# پروانه همگانی هر غلطی که دوست داری بکن
پروانه همگانی هر غلطی که دوست داری بکن (به انگلیسی: Do What the Fuck You Want to Public License) یا به اختصار WTFPL، یک پروانه نرم‌افزار آزاد سهل‌گیر است. این پروانه بسیاری از محدودیت‌هایی که پروانه‌های نرم‌افزاری دیگر نظیر جی‌پی‌ال اعمال می‌کنند (نظیر کپی‌لفت و محدودیت لینک کردن برنامه‌های غیرآزاد) را برداشته است و دست کاربر نهایی را برای انجام بسیاری از کارها باز می‌گذارد. این پروانه به ندرت استفاده می‌شود و نرم‌افزارهای کمی تحت این پروانه عرضه می‌شوند. علاوه بر نرم‌افزار، می‌توان برای آثار هنری و موارد نوشتاری هم از این پروانه استفاده کرد. بنیاد نرم‌افزارهای آزاد، این پروانه را سازگار با جی‌پی‌ال اعلام کرده است. 
استفاده از این پروانه برای یک نرم‌افزار، تفاوت خاصی با عرضهٔ آن در مالکیت عمومی ندارد و به همین دلیل توسط مؤسسهٔ پیشگامان متن‌باز رد شده است.

## شرایط
یک نمونه از متن این پروانه در زیر آورده شده است: 
```
        DO WHAT THE FUCK YOU WANT TO PUBLIC LICENSE 
                    Version 2, December 2004 

 Copyright (C) 2004 Sam Hocevar <sam@hocevar.net> 

 Everyone is permitted to copy and distribute verbatim or modified 
 copies of this license document, and changing it is allowed as long 
 as the name is changed. 

            DO WHAT THE FUCK YOU WANT TO PUBLIC LICENSE 
   TERMS AND CONDITIONS FOR COPYING, DISTRIBUTION AND MODIFICATION 

  0. You just DO WHAT THE FUCK YOU WANT TO.

```

## پذیرش
مطابق آمار منتشر شده توسط بلک داک سافتور، این پروانه به طور گسترده‌ای مورد استفاده قرار نمی‌گیرد. بازی Liero و نزدیک به ۹ هزار اثر در ویکی‌انبار نمونه‌هایی از کاربر این پروانه هستند.